# Nailhac
Nailhac település Franciaországban, Dordogne megyében. Lakosainak száma 292 fő (2022. január 1.). Nailhac Hautefort, Saint-Rabier, Badefols-d’Ans, La Chapelle-Saint-Jean, Châtres és Granges-d’Ans községekkel határos.

## Népesség
A település népességének változása:
| Lakosok száma | 429  | 345  | 299  | 274  | 306  | 322  | 333  | 308  | 296  | 292  |
|               | 1968 | 1982 | 1990 | 2006 | 2013 | 2015 | 2017 | 2019 | 2020 | 2022 |